# Tiannice
Tiannice (en llatí Thiannice, en grec antic Θιαννική, 'Thiannikè') o també Tianitice (grec antic: Θιανιτικὴ, 'Thianitikè') va ser un districte d'Àsia, situat al Pont Euxí, separat de la Còlquida pel riu Ofis.
El seu nom probablement hauria de ser Sannice, ja que era poblat pels Sannis o Tzanis. Més tard el territori es va conèixer amb el nom de Tsanètia.